# Tour of Britain 2014
Il Tour of Britain 2014, undicesima edizione della corsa, si svolse dal 7 al 14 settembre 2014 su un percorso di 1377 km ripartiti in 8 tappe (l'ottava suddivisa in due semitappe), con partenza da Liverpool e arrivo a Londra. Fu vinto dall'olandese Dylan van Baarle della Garmin-Sharp davanti al polacco Michal Kwiatkowski e al britannico Bradley Wiggins.

## Tappe
| Tappa  | Data         | Percorso                            | km    | Vincitore di tappa | Leader cl. generale |
| ------ | ------------ | ----------------------------------- | ----- | ------------------ | ------------------- |
| 1ª     | 7 settembre  | Liverpool > Liverpool               | 104,8 | Marcel Kittel      | Marcel Kittel       |
| 2ª     | 8 settembre  | Knowsley > Llandudno                | 201   | Mark Renshaw       | Mark Renshaw        |
| 3ª     | 9 settembre  | Newtown > Tumble                    | 179,7 | Edoardo Zardini    | Edoardo Zardini     |
| 4ª     | 10 settembre | Worcester > Bristol                 | 184,6 | Michal Kwiatkowski | Michal Kwiatkowski  |
| 5ª     | 11 settembre | Exmouth > Exeter                    | 177,3 | Matthias Brändle   | Michal Kwiatkowski  |
| 6ª     | 12 settembre | Bath > Hemel Hempstead              | 205,7 | Matthias Brändle   | Alex Dowsett        |
| 7ª     | 13 settembre | Camberley > Brighton                | 226   | Julien Vermote     | Dylan van Baarle    |
| 8ª-1ª  | 14 settembre | Londra > Londra (cron. individuale) | 8,8   | Bradley Wiggins    | Dylan van Baarle    |
| 8ª-2ª  | 14 settembre | Londra > Londra                     | 88,8  | Marcel Kittel      | Dylan van Baarle    |
| Totale | Totale       | Totale                              | 1377  |                    |                     |

## Dettagli delle tappe

### 1ª tappa
- 7 settembre: Liverpool > Liverpool – 104,8 km

| Pos. | Corridore      | Squadra          | Tempo    |
| ---- | -------------- | ---------------- | -------- |
| 1    | Marcel Kittel  | Giant-Shimano    | 2h16'35" |
| 2    | Nicola Ruffoni | Bardiani Valvole | s.t.     |
| 3    | Mark Cavendish | Omega Pharma     | s.t.     |

| Pos. | Corridore       | Squadra          | Tempo    |
| ---- | --------------- | ---------------- | -------- |
| 1    | Marcel Kittel   | Giant-Shimano    | 2h16'25" |
| 2    | Sonny Colbrelli | Bardiani Valvole | a 1"     |
| 3    | Nicola Ruffoni  | Bardiani Valvole | a 4"     |

### 2ª tappa
- 8 settembre: Knowsley > Llandudno – 201 km

| Pos. | Corridore    | Squadra       | Tempo    |
| ---- | ------------ | ------------- | -------- |
| 1    | Mark Renshaw | Omega Pharma  | 4h38'54" |
| 2    | Ben Swift    | Sky           | s.t.     |
| 3    | Sam Bennett  | Netapp-Endura | s.t.     |

| Pos. | Corridore      | Squadra          | Tempo    |
| ---- | -------------- | ---------------- | -------- |
| 1    | Mark Renshaw   | Omega Pharma     | 6h55'19" |
| 2    | Ben Swift      | Sky              | a 4"     |
| 3    | Nicola Ruffoni | Bardiani Valvole | s.t.     |

### 3ª tappa
- 9 settembre: Newtown > Tumble – 179,7 km

| Pos. | Corridore          | Squadra          | Tempo    |
| ---- | ------------------ | ---------------- | -------- |
| 1    | Edoardo Zardini    | Bardiani Valvole | 4h35'02" |
| 2    | Michal Kwiatkowski | Omega Pharma     | a 9"     |
| 3    | Nicolas Roche      | Tinkoff-Saxo     | a 11"    |

| Pos. | Corridore          | Squadra          | Tempo     |
| ---- | ------------------ | ---------------- | --------- |
| 1    | Edoardo Zardini    | Bardiani Valvole | 11h30'21" |
| 2    | Michal Kwiatkowski | Omega Pharma     | a 13"     |
| 3    | Nicolas Roche      | Tinkoff-Saxo     | a 17"     |

### 4ª tappa
- 10 settembre: Worcester > Bristol – 184,6 km

| Pos. | Corridore          | Squadra       | Tempo    |
| ---- | ------------------ | ------------- | -------- |
| 1    | Michal Kwiatkowski | Omega Pharma  | 4h19'09" |
| 2    | Albert Timmer      | Giant-Shimano | s.t.     |
| 3    | Dylan Teuns        | BMC           | s.t.     |

| Pos. | Corridore          | Squadra          | Tempo     |
| ---- | ------------------ | ---------------- | --------- |
| 1    | Michal Kwiatkowski | Omega Pharma     | 15h49'33" |
| 2    | Edoardo Zardini    | Bardiani Valvole | a 3"      |
| 3    | Dylan Teuns        | BMC              | a 14"     |

### 5ª tappa
- 11 settembre: Exmouth > Exeter – 177,3 km

| Pos. | Corridore        | Squadra | Tempo    |
| ---- | ---------------- | ------- | -------- |
| 1    | Matthias Brändle | IAM     | 4h32'03" |
| 2    | Shane Archbold   | An Post | a 8"     |
| 3    | Maarten Wynants  | Belkin  | s.t.     |

| Pos. | Corridore          | Squadra          | Tempo     |
| ---- | ------------------ | ---------------- | --------- |
| 1    | Michal Kwiatkowski | Omega Pharma     | 20h21'50" |
| 2    | Edoardo Zardini    | Bardiani Valvole | a 3"      |
| 3    | Dylan Teuns        | BMC              | a 14"     |

### 6ª tappa
- 12 settembre: Bath > Hemel Hempstead – 205,7 km

| Pos. | Corridore        | Squadra         | Tempo    |
| ---- | ---------------- | --------------- | -------- |
| 1    | Matthias Brändle | IAM             | 4h44'49" |
| 2    | Alex Dowsett     | Movistar        | a 1"     |
| 3    | Thomas Stewart   | Madison Genesis | s.t.     |

| Pos. | Corridore          | Squadra          | Tempo     |
| ---- | ------------------ | ---------------- | --------- |
| 1    | Alex Dowsett       | Movistar         | 25h07'53" |
| 2    | Michal Kwiatkowski | Omega Pharma     | a 34"     |
| 3    | Edoardo Zardini    | Bardiani Valvole | a 40"     |

### 7ª tappa
- 13 settembre: Camberley > Brighton – 226 km

| Pos. | Corridore           | Squadra      | Tempo    |
| ---- | ------------------- | ------------ | -------- |
| 1    | Julien Vermote      | Omega Pharma | 5h12'34" |
| 2    | Ignatas Konovalovas | MTN-Qhubeka  | a 23"    |
| 3    | Dylan van Baarle    | Garmin-Sharp | s.t.     |

| Pos. | Corridore          | Squadra          | Tempo     |
| ---- | ------------------ | ---------------- | --------- |
| 1    | Dylan van Baarle   | Garmin-Sharp     | 30h22'02" |
| 2    | Michal Kwiatkowski | Omega Pharma     | a 19"     |
| 3    | Edoardo Zardini    | Bardiani Valvole | a 25"     |

### 8ª tappa - 1ª semitappa
- 14 settembre: Londra > Londra (cron. individuale) – 8,8 km

| Pos. | Corridore        | Squadra | Tempo |
| ---- | ---------------- | ------- | ----- |
| 1    | Bradley Wiggins  | Sky     | 9'50" |
| 2    | Sylvain Chavanel | IAM     | a 8"  |
| 3    | Stephen Cummings | BMC     | a 9"  |

| Pos. | Corridore          | Squadra      | Tempo     |
| ---- | ------------------ | ------------ | --------- |
| 1    | Dylan van Baarle   | Garmin-Sharp | 30h32'17" |
| 2    | Michal Kwiatkowski | Omega Pharma | a 10"     |
| 3    | Bradley Wiggins    | Sky          | a 22"     |

### 8ª tappa - 2ª semitappa
- 14 settembre: Londra > Londra – 88,8 km

| Pos. | Corridore      | Squadra          | Tempo    |
| ---- | -------------- | ---------------- | -------- |
| 1    | Marcel Kittel  | Giant-Shimano    | 1h50'33" |
| 2    | Mark Cavendish | Omega Pharma     | s.t.     |
| 3    | Nicola Ruffoni | Bardiani Valvole | s.t.     |

| Pos. | Corridore          | Squadra      | Tempo     |
| ---- | ------------------ | ------------ | --------- |
| 1    | Dylan van Baarle   | Garmin-Sharp | 32h22'50" |
| 2    | Michal Kwiatkowski | Omega Pharma | a 10"     |
| 3    | Bradley Wiggins    | Sky          | a 22"     |

## Classifiche finali

### Classifica generale
| Pos. | Corridore             | Squadra                   | Tempo     |
| ---- | --------------------- | ------------------------- | --------- |
| 1    | Dylan van Baarle      | Garmin-Sharp              | 32h22'50" |
| 2    | Michal Kwiatkowski    | Omega Pharma-Quick Step   | a 10"     |
| 3    | Bradley Wiggins       | Sky Procycling            | a 22"     |
| 4    | Edoardo Zardini       | Bardiani Valvole-CSF Inox | a 37"     |
| 5    | Nicolas Roche         | Tinkoff-Saxo              | a 42"     |
| 6    | Ion Izagirre Insausti | Movistar Team             | a 46"     |
| 7    | Sylvain Chavanel      | IAM Cycling               | a 50"     |
| 8    | Alex Dowsett          | Movistar Team             | a 54"     |
| 9    | Jan Barta             | Team Netapp-Endura        | a 1'09"   |
| 10   | Dylan Teuns           | BMC Racing Team           | a 1'10"   |